# Paul London
Paul Michael Sanchez-García London (16 d'abril del 1980 -), més conegut al ring com a Paul London és un lluitador professional estatunidenc conegut pel seu pas per la World Wrestling Entertainment (WWE).
Dins els seus èxits destaquen els seus regnats com Campió de Pes Creuer, Campió Mundial en Parelles i Campió en Parelles de la WWE. També va ser escollit juntament amb Brian Kendrick com a equip de l'any 2007 per la revista Pro Wrestling Illustrated (PWI).
A més, London, ha treballat a Ring of Honor, Total Nonstop Action Wrestling, Pro Wrestling ZERO-ONE i Pro Wrestling Guerrilla

## Carrera

### Ring of Honor
London es va graduar a l'escola Superior y després a la universitat. Mentre estava a la Universitat es va anar preparant a poc a poc per aconseguir ser un lluitador professional, després es va inscriure a una escola especialitzada en Lluita Lliure. London va decidir no dir res als seus familiars sobre la seva ambició de ser un lluitador professional, així que va decidir mantenir-ho en secret. Així van passar 3 anys i va continuar sense dir res al seu pare sobre la carrera per por que tractés de destruir tot tot el que havia aconseguit fins llavors. London va perdre a poc a poc l'interès en la universitat, i es va centrar només en el wrestling. La primera lluita que va realitzar va ser per la marca Ring of Honor. Mentre treballava per Ring of Honor, molta gent en veure el seu estil agressiu i suïcida, van començar a cridar durant una lluita "please don't die" (per favor, no moris), com a referència al seu estil salvatge. A ROH va fer parella amb Spanky, i van demanar una lluita contra els lluitadors entrenats per Shawn Michaels: Bryan Danielson i Matt Bentley; sense aconseguir els títols en parella de ROH. London va tenir increïbles lluites, entre les que ressalta una Street Fight en contra de Michael Shane, a la qual va resultar guanyador, amb el seu London Star Press des d'una escala. La lluita final de London va ser contra Samoa Joe, pel campionat Mundial de ROH, la qual no va sortir guanyador.
Va fer el seu retorn a Border Wars 2013, però no va sortir guanyador.

### NWA-Total Nonstop Action Wrestling
L'any 2003, London va firmar un contracte a curt període al quan només va tenir 4 aparicions promocionals en 1 any. La lluita més destacada en la seva estada a TNA, va ser en contra de Chris Sabin, pel campionat División X de NWA-TNA.

### World Wrestling Entertainment (2003-2008)
A mitjans de l'any 2003, London va fimar contracte amb la WWE. Va fer el seu debut el dia 9 d'octubre de 2003 a SmackDown!, enfrontant-se a Brock Lesnar, perdent per pinfall. Més endavant va optar per la categoria en parelles, formant equip amb Billy Kidman, guanyant als campions en parelles de WWE, The Dudley Boyz, a una edició d'SmackDown!, conseguint per primera vegada els Campionats en parella de WWE. Lamentablement, Paul London i Billy Kidman no van durar més de 2 mesos junts i els van perdre a un enfrontament contra René Duprée i Kenzo Suzuki. Això va desencadenar una rivalitat entre London i Kidman, que va ser resolt a un combat el 3 d'octubre del 2004 al quan London va perdre i va sortir ferit